# Жан-Батист 28
Жан-Батист 28 (англ. Jean Baptiste 28) — індіанська резервація в Канаді, у провінції Британська Колумбія, у межах регіонального округу Балклі-Нечако.

## Населення
За даними перепису 2016 року, індіанська резервація не ма постійного населення.

## Клімат
Середня річна температура становить 3,8°C, середня максимальна – 19,1°C, а середня мінімальна – -15,3°C. Середня річна кількість опадів – 523 мм.
| Клімат поселення                              | Клімат поселення | Клімат поселення | Клімат поселення | Клімат поселення | Клімат поселення | Клімат поселення | Клімат поселення | Клімат поселення | Клімат поселення | Клімат поселення | Клімат поселення | Клімат поселення | Клімат поселення |
| Показник                                      | Січ.             | Лют.             | Бер.             | Квіт.            | Трав.            | Черв.            | Лип.             | Серп.            | Вер.             | Жовт.            | Лист.            | Груд.            |                  |
| Середній максимум, °C                         | −1,8             | 1,91             | 6,12             | 11,09            | 15,68            | 19,13            | 18,25            | 17,95            | 13,41            | 7,82             | 0,69             | −3,96            |                  |
| Середня температура, °C                       | −8,56            | −4,84            | −0,64            | 4,34             | 8,92             | 12,38            | 14,85            | 14,56            | 10,02            | 4,41             | −2,7             | −7,35            |                  |
| Середній мінімум, °C                          | −15,32           | −11,59           | −7,39            | −2,42            | 2,17             | 5,61             | 11,44            | 11,16            | 6,63             | 1,03             | −6,11            | −10,74           |                  |
| Норма опадів, мм                              | 52               | 31               | 24               | 25               | 37               | 54               | 45               | 42               | 51               | 62               | 53               | 47               |                  |
| Середньомісячна швидкість вітру, м/с          | 1.90             | 1.89             | 2.04             | 2.18             | 2.16             | 2.14             | 1.99             | 1.83             | 1.74             | 1.86             | 1.86             | 1.83             |                  |
| Середньомісячна сонячна радіація, кДж/м²·день | 2110             | 4598             | 9140             | 14316            | 18110            | 19577            | 18890            | 15820            | 10546            | 5460             | 2507             | 1470             |                  |
| --------------------------------------------- | ---------------- | ---------------- | ---------------- | ---------------- | ---------------- | ---------------- | ---------------- | ---------------- | ---------------- | ---------------- | ---------------- | ---------------- | ---------------- |
| Джерело:                                      |                  |                  |                  |                  |                  |                  |                  |                  |                  |                  |                  |                  |                  |